# آنیستون (آلاباما)
آنیستون  شهری است در ایالت آلاباما در کشور آمریکا.

## مکان
آنیستون در موقعیت ‎ ۳۳°۳۹’ ۴۶’’ N ۸۵°۴۹’ ۳۵’’ V (‏۳۳،۶۶۳۰۰۳; ‑۸۵،۸۲۶۶۶۴‏)‎ قرار دارد.
با توجه به اطلاعات اداره آمار آمریکا مساحت آن در حدود ۱۱۶٫۵ کیلومترمربع است.

## مردم‌شناسی
با توجه به آمار سال ۲۰۰۰ جمعیت آن ۲۴۲۷۶ نفر، ۱۰۴۴۷ خانواده در آن ساکن هستند.
تعداد ۱۲۷۸۷ واحد خانه در هر مساحت تقریبی (۱۰۸،۷akm²) قرار دارد.
۲۳،۶% درصد از خانواده‌های فرزند زیر ۱۸ سال داشتند که از این تعداد ۳۸% درصد زوج بوده و ۲۰% درصد زنان بدون شوهر و ۳۸،۶% درصد نیز غیر خانواده بودند.
متوسط درآمد یک خانواده در حدود ۳۶،۰۶۷ دلار آمریکا است و زنان درآمد متوسط ۳۱،۴۲۹ دلار آمریکا و مردان درآمد متوسط ۲۱،۶۱۴ دلار آمریکا بدست می‌آورند.